# Bataille du Qalamoun
Guerre civile syrienne
Batailles
La bataille du Qalamoun a lieu lors de la guerre civile syrienne.

## Déroulement
Le 6 mai 2015, le Hezbollah et l'armée arabe syrienne lancent une offensive dans les montagnes du Qalamoun contre les brigades rebelles sunnites, issues principalement du Front al-Nosra. Le Hezbollah engage la moitié de ses forces en Syrie, soit environ 4 000 hommes. Les forces rebelles sont quant à elles estimées à environ 2 500 à 3 000 combattants,,,,,,. 
Après d'intenses bombardements, les rebelles prennent plusieurs collines, les affrontements ont lieu dans les régions d'Aassal al-Ward et Qarna. L'OSDH estime cependant que l'offensive n'a pas une grande importance stratégique et que le régime syrien cherche à remonter le moral de ses troupes par des victoires. 
Le 9 mai, le Hezbollah affirme avoir pris avec l'armée syrienne la base de Sahlet al-Maaysra, présentée par les miliciens chiites comme la plus grande base du Front al-Nosra dans le Qalamoun.
Le 13 mai, les pertes sont selon l'OSDH d'au moins 36 tués pour les rebelles, 18 du côté du Hezbollah et 13 les Forces de défense nationale
Au 15 mai, les loyalistes ont pris le contrôle d'un tiers du territoire aux mains des rebelles, ces derniers reculent vers Ersal, au nord-ouest. Les loyalistes écartent ainsi toute menace sur l'autoroute reliant Damas et Homs et coupent les voies de ravitaillement des rebelles à Zabadani. Le parti chiite affirme avoir pris le jurd de Ras el-Maara , la chaîne de montagnes d'el-Barrouh et la colline Tallet Moussa.
Le 16 mai, Hassan Nasrallah revendique la victoire et affirme que treize hommes du Hezbollah et sept militaires de l'armée syrienne ont été tués. Il revendique également la prise de 300 kilomètres carrés de territoire, soit le tiers de la zone.
Le 6 juin, le Hezbollah affirme avoir pris le contrôle de la colline de Sadr al-Bustan, dans la partie nord du jurd de Flita.
Pendant le mois de juin, les combats baissent d'intensité mais les loyalistes continuent d'avancer dans le jurd du Qalamoun. Selon Scarlett Haddad, de L'Orient-Le Jour ; « Maintenant qu'il (le Hezbollah) s'est assuré l'avantage stratégique, il n'éprouve pas le besoin de prendre le contrôle total de ce jurd, d'une part, parce qu'il s'agit d'une zone très étendue, et, d'autre part, parce que cela rendrait l'abcès de Ersal plus pressant. ».
Le 13 juin, les combattants du Front al-Nosra sont encerclés dans la banlieue d'Arsal. Des combats continuent à proximité de Jarajeer, où le Hezbollah capture les hauteurs de Shmeis al-Hsan.
Le 16 juin, le Hezbollah fixe le terrain autour de Tallet Ras Al-Kosh et Qornat Ras Al-Shabah situé à la périphérie de Jarajeer, qui étaient les dernières collines tenues par les rebelles.
Le 21 juin, la bataille pour les montagnes Qalamoun était terminée, une petite zone seulement en restant sous le contrôle des rebelles. Les combattants du Front islamique et du Front al-Nosra ont toutefois continué à tenir la zone de Jaroud Qarah sur le côté syrien de la frontière et de la Arsal barrens du côté libanais. Les opérations terminées, les unités de l'armée syriennes et du Hezbollah ont commencé à se redéployer en avant de Zabadani.